# فیصل بن ترکی بن سعید
فیصل بن ترکی بن سعید بوسعیدی (۱۸۶۴–۱۹۱۳)، سلطان عمان از سال ۱۸۸۸ تا ۱۹۱۳ میلادی بود. وی در سال ۱۹۱۳ کشته شد.